# Campionato italiano di calcio da tavolo 2005
Il trentesimo campionato italiano di calcio da tavolo venne organizzato dalla F.I.S.C.T. a Milano il 4 e 5 giugno 2005.
Sono stati assegnati 5 titoli:
- Open
- Veterans (Over40)
- Under19
- Under15
- Femminile

## Medagliere
| Pos. | Regione        |   |   |   | Totale |
| ---- | -------------- | - | - | - | ------ |
| 1    | Toscana        | 2 | 0 | 2 | 4      |
| 2    | Lombardia      | 1 | 1 | 0 | 2      |
| 3    | Campania       | 1 | 0 | 1 | 2      |
| 4    | Marche         | 1 | 0 | 1 | 2      |
| 5    | Piemonte       | 0 | 2 | 0 | 2      |
| 6    | Emilia-Romagna | 0 | 1 | 3 | 4      |
| 7    | Lazio          | 0 | 1 | 0 | 1      |
| 8    | Sardegna       | 0 | 0 | 2 | 2      |
| 9    | Liguria        | 0 | 0 | 1 | 1      |

## Risultati

### Categoria Open

#### Girone A
- Massimo Bolognino - Augusto Vagnoni 4-0
- Roberto Rocchi - Augusto Vagnoni 5-2
- Massimo Bolognino - Roberto Rocchi 3-2

#### Girone B
- Luca Capellacci - Valentino Spagnolo 1-0
- Daniele Pochesci - Ilario Dragonetti 3-1
- Luca Capellacci - Ilario Dragonetti 3-2
- Daniele Pochesci - Valentino Spagnolo 3-2
- Luca Capellacci - Daniele Pochesci 3-3
- Valentino Spagnolo - Ilario Dragonetti 3-2

#### Girone C
- Alex Iorio - Alberto Apollo 0-1
- Paolo Finardi - Antonello Pizzolato 2-0
- Alex Iorio - Antonello Pizzolato 1-1
- Paolo Finardi - Alberto Apollo 7-0
- Alex Iorio - Paolo Finardi 2-1
- Alberto Apollo - Antonello Pizzolato 1-1

#### Girone D
- Saverio Bari - Mauro Salvati 0-1
- Efrem Intra - Marco Mancini 2-0
- Saverio Bari - Marco Mancini 1-1
- Efrem Intra - Mauro Salvati 7-0
- Efrem Intra - Saverio Bari 1-2
- Marco Mancini - Mauro Salvati 1-1

#### Girone E
- Stefano Capossela - Paolo Licheri 1-0
- Andrea Catalani - Paolo Licheri 2-2
- Stefano Capossela - Andrea Catalani 0-4

#### Girone F
- Massimiliano Croatti - Emanuele Licheri 0-1
- Marco Borriello - Leandro Cuzzocrea 1-0
- Massimiliano Croatti - Leandro Cuzzocrea 2-2
- Marco Borriello - Emanuele Licheri 1-2
- Massimiliano Croatti - Marco Borriello 1-1
- Leandro Cuzzocrea - Emanuele Licheri 0-2

#### Girone G
- Antonio Mettivieri - Luca Mancini 2-2
- Maurizio Jon Scotta - Marco Bacci 1-1
- Antonio Mettivieri - Marco Bacci 5-0
- Maurizio Jon Scotta - Luca Mancini 2-1
- Antonio Mettivieri - Maurizio Jon Scotta 4-2
- Marco Bacci - Luca Mancini 1-5

#### Girone H
- Giancarlo Giulianini - Maurizio Cuzzocrea 3-1
- Andrea Di Vincenzo - Leonardo Praino 2-0
- Giancarlo Giulianini - Leonardo Praino 6-0
- Andrea Di Vincenzo - Maurizio Cuzzocrea 5-1
- Giancarlo Giulianini - Andrea Di Vincenzo 3-2
- Leonardo Praino - Maurizio Cuzzocrea 0-1

#### Ottavi di finale
- Massimo Bolognino - Alberto Apollo 3-1
- Giancarlo Giulianini - Marco Borriello 4-0
- Andrea Catalani - Maurizio Jon Scotta 3-2
- Efrem Intra - Luca Capellacci 1-2 d.t.s.
- Paolo Finardi - Roberto Rocchi 1-1* d.c.p.
- Emanuele Licheri - Stefano Capossela 1*-1 d.c.p.
- Saverio Bari - Antonio Mettivieri 1-0
- Daniele Pochesci - Andrea Di Vincenzo 3-2 d.t.s.

#### Quarti di finale
- Massimo Bolognino - Giancarlo Giulianini 1-2
- Andrea Catalani - Luca Capellacci 1-4
- Roberto Rocchi - Emanuele Licheri 1-2 d.t.s.
- Saverio Bari - Daniele Pochesci 0-0* d.c.p.

#### Semifinali
- Giancarlo Giulianini - Luca Capellacci 1-1* d.c.p.
- Emanuele Licheri - Daniele Pochesci 1-2

#### Finale
- Luca Capellacci - Daniele Pochesci 3-1

### Categoria Under19

#### Girone Unico
- Daniele Bertelli - Luca Schiorlin 4-0
- Marco Del Carlo - Maicol Casini 1-1
- Daniele Bertelli - Maicol Casini 9-0
- Marco Del Carlo - Luca Schiorlin 0-3
- Daniele Bertelli - Marco Del Carlo 8-0
- Luca Schiorlin - Maicol Casini 2-0

#### Semifinali
- Daniele Bertelli - Marco Del Carlo 10-0
- Luca Schiorlin - Maicol Casini 3-0

#### Finale
- Daniele Bertelli - Luca Schiorlin 9-1

### Categoria Under15

#### Girone A
- Mattia Bellotti - Michael Plumari 7-0
- Mattia Bellotti - Alberto Acerbi 13-0
- Michael Plumari - Alberto Acerbi 2-2

#### Girone B
- Matteo Muccioli - Stefano Reinè 4-0
- Andrea Roveri - Stefano Reinè 1-0
- Matteo Muccioli - Andrea Roveri 6-0

#### Girone C
- Leonardo Praino - Guido Maraldi 3-0
- Manuel Guidi - Guido Maraldi 4-1
- Leonardo Praino - Manuel Guidi 3-0

#### Girone D
- Cristopher Rossi - Filippo Tecchiati 5-0
- Luca Basler - Filippo Tecchiati 4-1
- Cristopher Rossi - Luca Basler 2-2

#### Quarti di finale
- Andrea Roveri - Mattia Bellotti 1-6
- Manuel Guidi - Cristopher Rossi 3-2 d.t.s.
- Leonardo Praino - Luca Basler 1-1* d.t.p.
- Matteo Muccioli - Michael Plumari 4-0

#### Semifinale
- Cristopher Rossi - Mattia Bellotti 0-3
- Matteo Muccioli - Luca Basler 5-0

#### Finale
- Mattia Bellotti - Matteo Muccioli 2-1

### Categoria Under 12

#### Finale
- Filippo Tecchiati - Federica Bellotti 1-0

### Categoria Veterans

#### Girone A
- Carlo Melia - Federico Pisca 1-1
- Alessandro Arca - Lorenzo Molari 5-1
- Carlo Melia - Lorenzo Molari 5-0
- Alessandro Arca - Federico Pisca 1-1
- Carlo Melia - Alessandro Arca 5-1
- Lorenzo Molari - Federico Pisca 0-2

#### Girone B
- Massimo Bellotti - Riccardo Marinucci 1-2
- Enrico Tecchiati - Rodolfo Casentini 1-1
- Massimo Bellotti - Rodolfo Casentini 0-0
- Enrico Tecchiati - Riccardo Marinucci 4-1
- Massimo Bellotti - Enrico Tecchiati 0-1
- Rodolfo Casentini - Riccardo Marinucci 2-1

#### Semifinali
- Carlo Melia - Rodolfo Casentini 0-1
- Enrico Tecchiati - Federico Pisca 0-1 d.t.s.

#### Finale
- Rodolfo Casentini - Federico Pisca 1-0 d.t.s.

### Categoria Femminile

#### Girone Unico
- Laura Panza - Loredana Ferri 0-2
- Gabriella Costa - Laura Mura 0-0
- Laura Panza - Laura Mura 0-0
- Gabriella Costa - Loredana Ferri 0-4
- Gabriella Costa - Laura Panza 0-1
- Loredana Ferri - Laura Mura 1-0

#### Semifinali
- Gabriella Costa - Loredana Ferri 0-2
- Laura Panza - Laura Mura 1-0

#### Finale
- Laura Panza - Loredana Ferri 0-2